# Paralida
Paralida là một chi bướm đêm thuộc họ Gelechiidae.